# Eldeceeon
Eldeceeon rolfei
Genre
Genre
Eldeceeon est un genre fossile de reptiliomorphes du Mississippien (Carbonifère inférieur) d'Écosse. Il est connu grâce à deux spécimens retrouvés dans les couches rocheuses datant du Viséen de la carrière d'East Kirkton (région de West Lothian). L'espèce type et unique espèce, Eldeceeon rolfei, est décrite en 1994. 

## Classification
Le genre Eldeceeon et l'espèce Eldeceeon rolfei ont été décrits en 1994 par le paléontologue britannique Timothy R. Smithson (d),.

## Description
Eldeceeon est sans doute très proche des embolomères, mais s'en distingue par plusieurs caractéristiques telles qu'un corps court et des membres longs. Connus initialement à partir de deux squelettes partiels, d'autres spécimens ont été documentés par Ruta et Clack en 2006.
Dans la carrière d'East Kirkton, les fossiles d'Eldeceeon ont été trouvés à côté d'autres reptiliomorphes appelés Silvanerpeton. Ces deux genres sont très proches mais ils forment un groupe inhabituel de reptiliomorphes qu'on ne peut classer dans aucun clade déjà connu ; ils sont proches des embolomères qui les précèdent. À l'inverse de la plupart des embolomères, qui peuvent atteindre plus d'un mètre de long, Eldeceeon possède un corps d'environ trente-cinq centimètres. Par rapport aux embolomères, Eldeceeon possède moins de vertèbres dorsales et présente des membres beaucoup plus grands par rapport à son corps. Sa colonne vertébrale raccourcie et ses membres robustes suggèrent qu'il avait un mode de vie terrestre, ce qui le distingue des embolomères qui sont principalement aquatiques et possèdent un corps relativement long et des membres courts. Ceci les distingue aussi de Silvanerpeton, dont on pense qu'il avait un mode de vie aquatique.
Les côtes d'Eldeceeon sont limitées à la moitié avant de la colonne vertébrale, une caractéristique qu'on ne rencontre chez aucun autre tétrapode (vertébrés à quatre membres), à l'exception des mammifères et apparentés. Chaque vertèbre est divisée entre un pleurocentrum en forme de « U » et un plus petit intercentrum, à l'instar d'Eoherpeton, un embolomère. La ceinture scapulaire et le bassin ressemblent à ceux de Proterogyrinus, un embolomère.

### Publication originale
- [1993] (en) T. R. Smithson, « Eldeceeon rolfei, a new reptiliomorph from the Viséan of East Kirkton, West Lothian, Scotland », Royal Society of Edinburgh. Transactions. Earth and Environmental Science, vol. 84, nos 3-4,‎ 1993, p. 377-382 (ISSN 0263-5933, 1473-7116, 1755-6929 et 1755-6910, OCLC 06471346, DOI 10.1017/S0263593300006180). .